# Vilatenim
Vilatenim és una entitat de població del municipi altempordanès de Figueres. El 2011 tenia 464 habitants. Està situat a 19 metres d'alçada, al marge esquerre del riu Manol (afluent de la Muga), a dos quilòmetres a l'est de la capital municipal. La carretera comarcal C-260 comunica la població amb Figueres i Roses.
El terme d'aquest poble va ser un municipi independent fins al 1975, quan comprenia també la població veïna de Palol de Vila-sacra, encara que Palol era de la parròquia de Vilasacra. Palol s'anomena de Vilasacra per distingir-lo d'altres llocs homònims.

## Llocs d'interès
- Sant Joan de Vilatenim és una petita església d'una sola nau declarada bé cultural d'interès nacional.[3]
- Sant Antoni de Vilatenim és una església que forma part de l'Inventari del Patrimoni Arquitectònic de Catalunya. Destaca la porta d'entrada en arc de mig punt, i uns contraforts adossats al mur que sostenen l'edifici.[4]
- La Casa a Palol de Vilatenim és una masia de planta baixa i golfes, de planta rectangular, i amb coberta a dues vessants, amb alçats diferents. Dos elements destaquen per sobre dels altres: el rellotge de sol que es troba a la part més alta de la façana, i la porta d'accés, en arc de mig punt, amb important dovellatge i un escut a la dovella clau. Forma part de l'Inventari del Patrimoni Arquitectònic de Catalunya.[5]
- La Casa Avinyó és una antiga casa unifamiliar convertida en restaurant. A sobre el portal d'accés tres arcs de mig punt de maó vist disposat a sardinell, donen lloc a una terrassa. Forma part de l'Inventari del Patrimoni Arquitectònic de Catalunya.[6]